# OAX
OAXは、海上自衛隊における電子光学センサー・システム（暗視装置）の制式符号。自衛艦の一部に装備しており、現用のものとしては以下が存在する。OAXシリーズは目標の捜索・探知のみならず、砲や機銃の射撃管制用としても活用されている。

## OAX-1B
あぶくま型護衛艦に装備されている。（画像は特記ない限り「とね」搭載機）

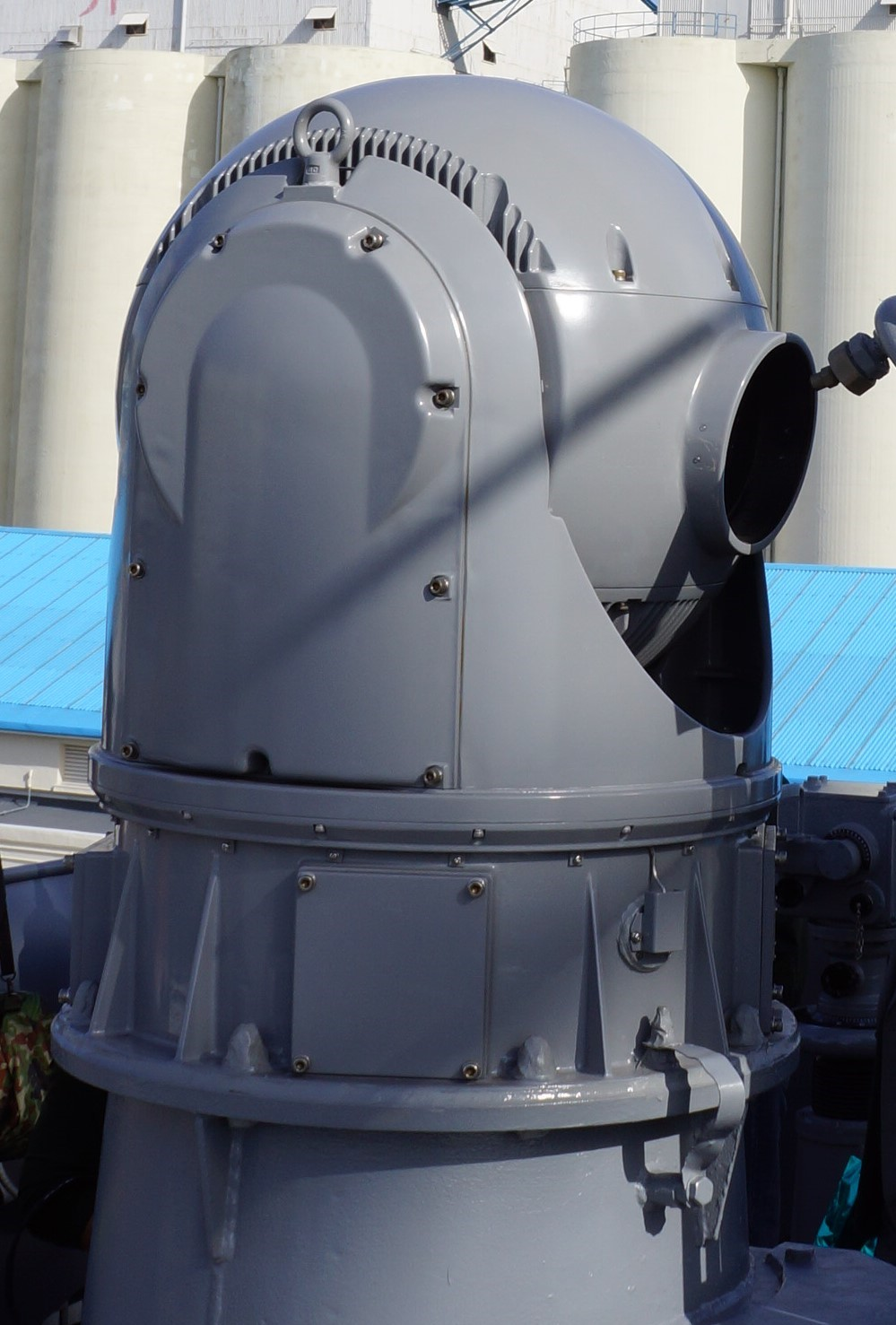
カメラ部（格納状態）。向かって右側の黒くて丸い部分がレンズ部。そこに向かい合うように設置されているノズルはレンズ面の洗浄用。
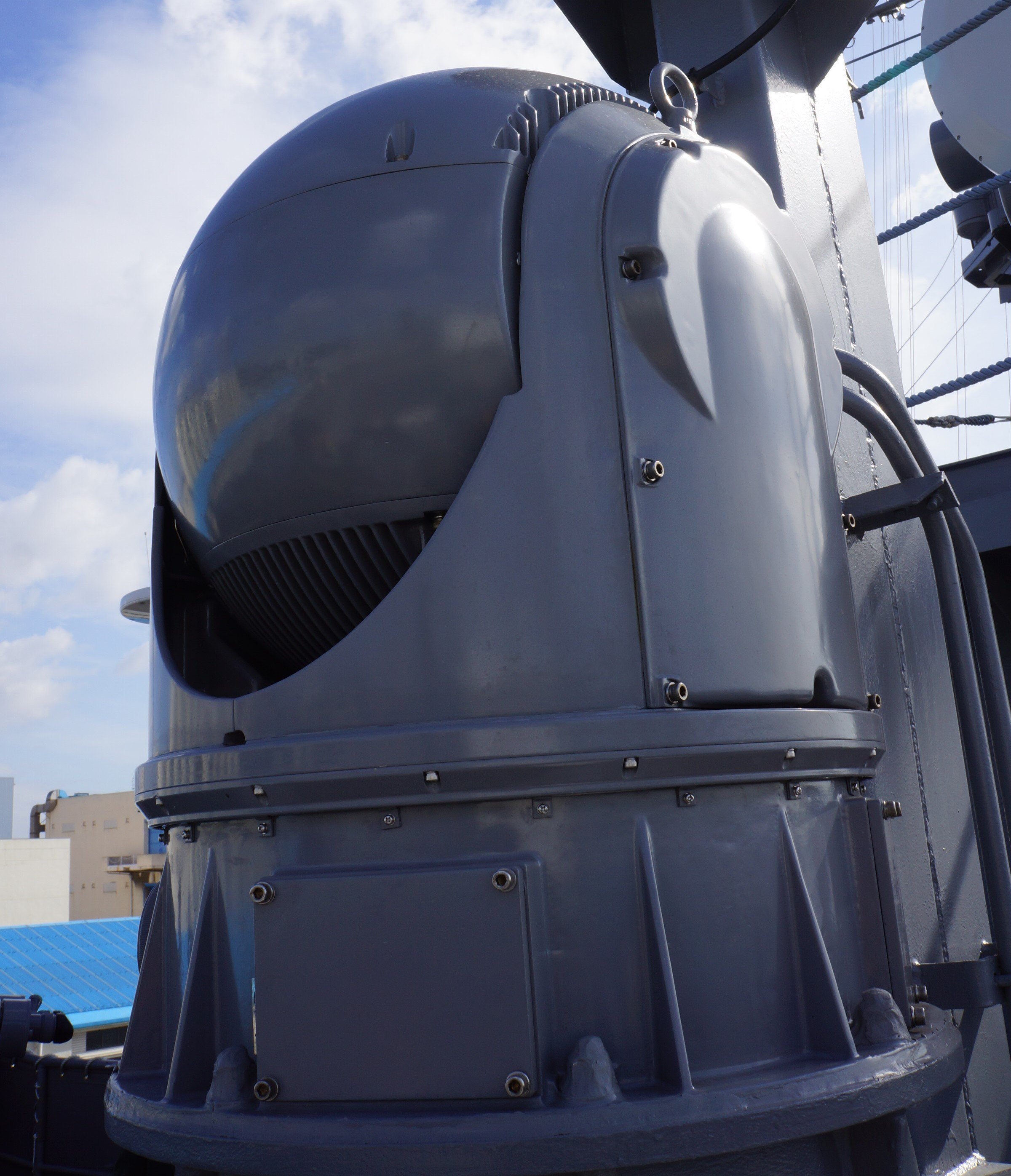
カメラ部後面（格納状態）。背後の支柱に沿って敷設されているパイプ2本は洗浄用真水管と、洗浄後にそれを除去するための空気管。画像では見えないが、格納状態のレンズ面に向かい合う形でそれぞれのノズルがある。
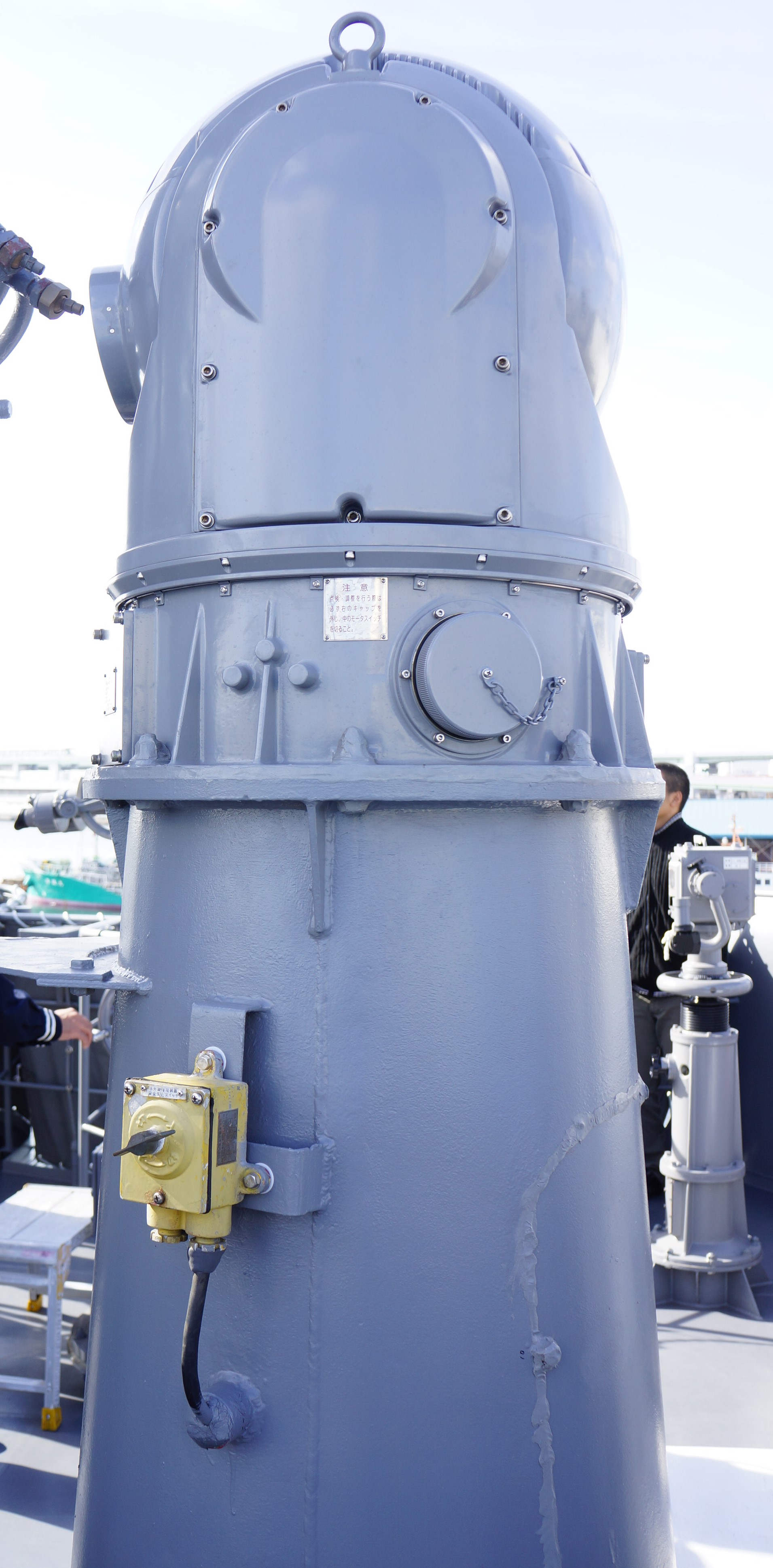
カメラ部全体（下半分は架台）。レンズ部に向かい合うかたちで、洗浄水と空気のノズルが1本ずつ見える。黄色いスイッチは、銘板によれば整備用安全係止スイッチ。丸い蓋は何らかの機器接続ジャック、もしくは機側操作用パネルの蓋と思われる。

## OAX-2
はやぶさ型ミサイル艇に装備されている。これは、1999年（平成11年）に発生した能登半島沖不審船事件を受けて、不審船対処を目的として搭載されたものである。

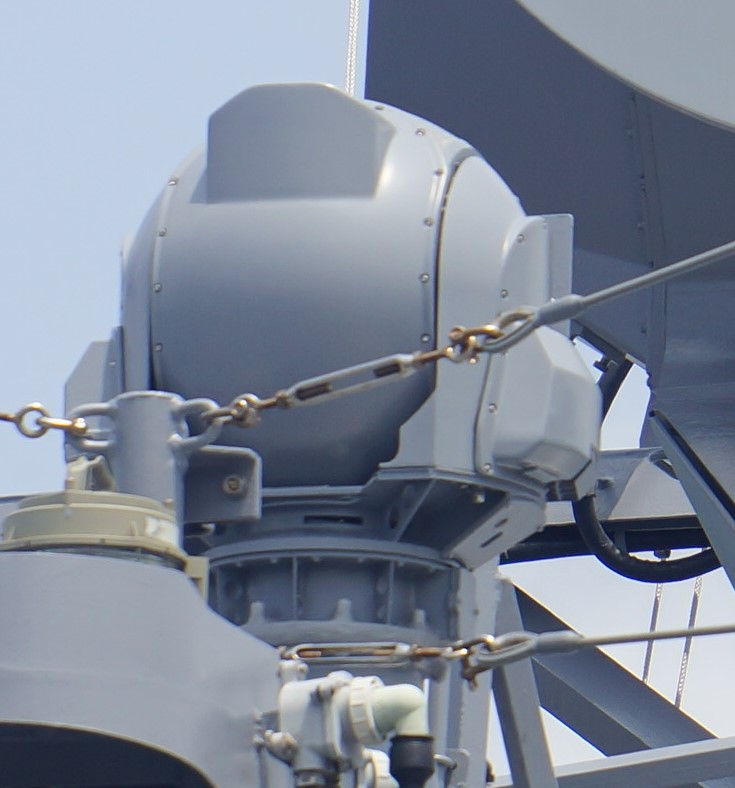
カメラ部（格納状態）。前方から撮影したもので、レンズ部は反対側を向いている。（「はやぶさ」搭載機）

## OAX-3
もがみ型護衛艦では、可視光／赤外線撮像装置およびレーザー測距装置で構成され、光学複合センサーと称されるOAX-3が搭載された。これは旋回・俯仰可能な可動型センサーに加えて、固定型の可視光センサーも組み込まれた。
回転型センサーは艦橋上部の衛星通信レドームの前方に搭載され、戦闘指揮所（CIC）において必要な目標を赤外線、可視光およびレーザーで監視でき、目標の測距、識別、砲管制が可能である。一方、固定センサーはNORA-50複合通信空中線の下部に6つの高感度カメラが設置されており、撮影された全集映像をCICのビデオ・ウォールに表示することもできる。同型では、CICに操舵コンソールと機関操縦装置も設置されていることから、OAX-3からの映像とあわせて、必要に応じてCICから操艦することもできる。

「くまの」搭載機
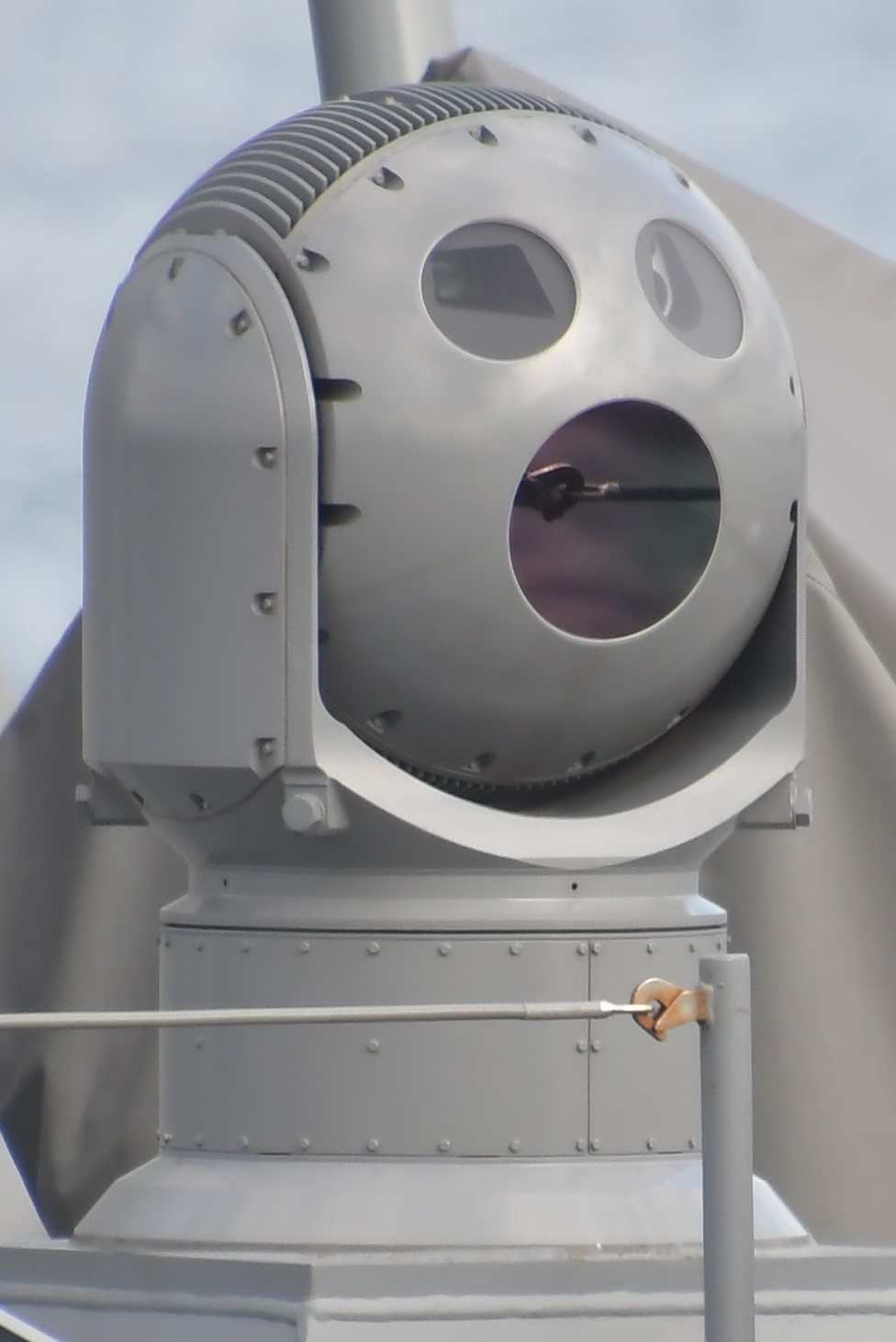
艦橋天蓋に装備されるOAX-3可動型センサーのカメラ部。レンズ面が見えており、従来のOAXと違いセンサー窓が3つある。
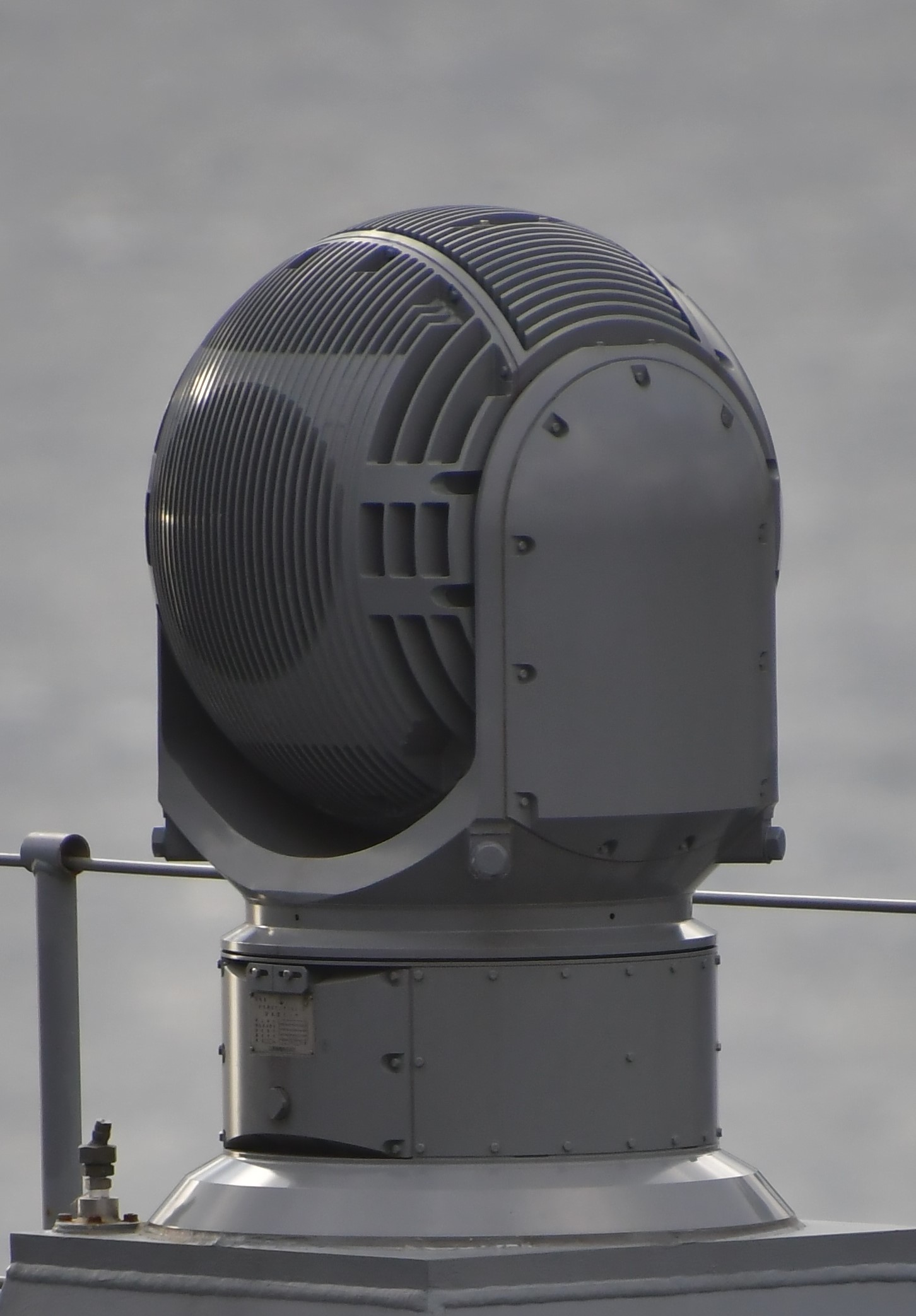
OAX-3可動型センサーのカメラ部後面。放熱用のフィンが多数確認できるが、これも従来型にはなかった特徴である。また、架台（画像左下）には洗浄用と思われるノズルが設置されている。
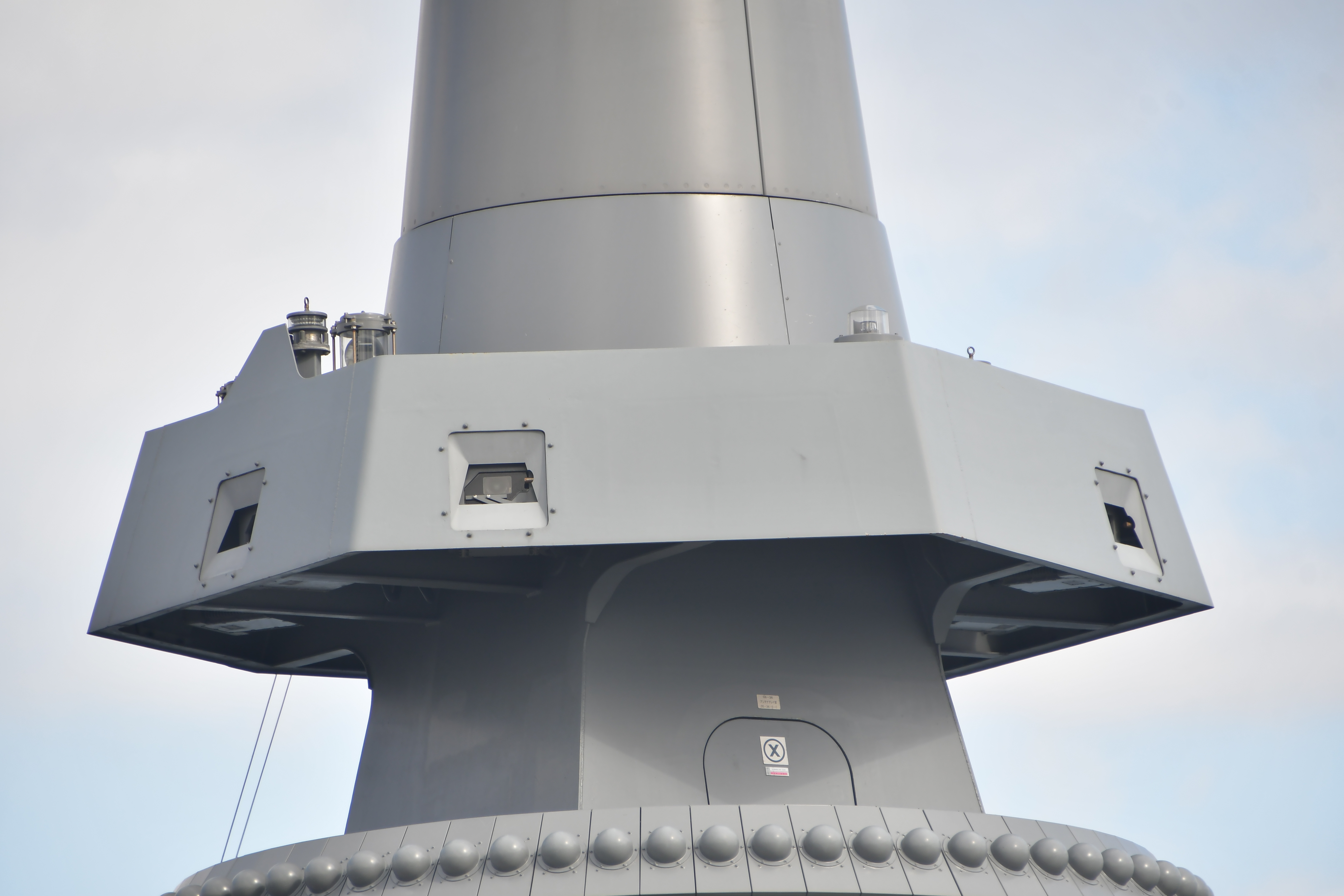
マストに装備されるOAX-3固定型センサー前面。全周に死角がないように複数のカメラが設置されているが、画像では3つのセンサー窓が見える。
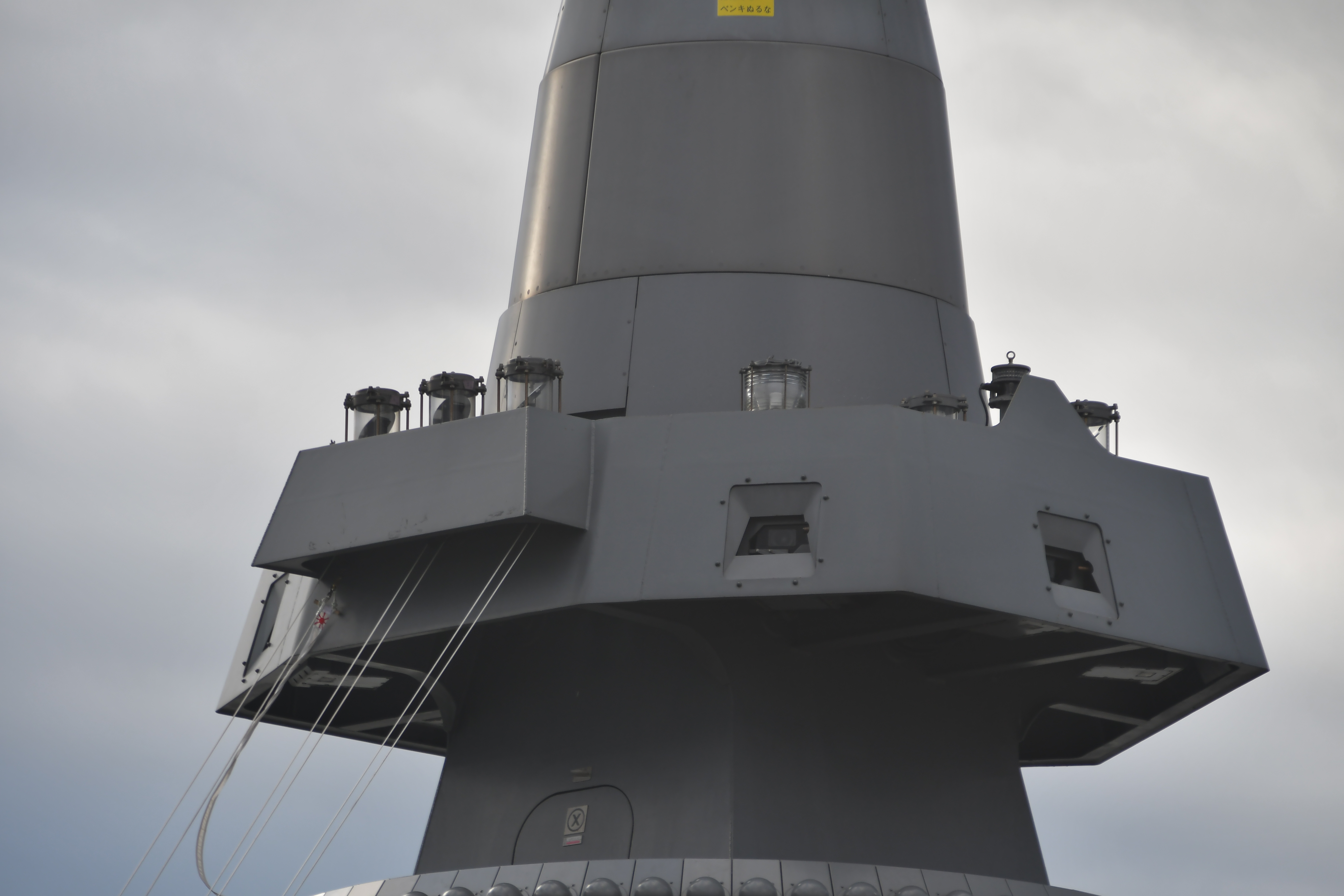
OAX-3固定型センサー後面。上面についているのは各種灯火。箱状の張り出しは、灯火の台座兼ねて旗章掲揚索の滑車設置部。